# Нежить (рассказ)
«Нежить» — рассказ Владимира Набокова, относящийся к русскому периоду его творчества. Считается первым рассказом этого автора. Был написан и опубликован (под псевдонимом В. Сирин) в 1921 году.

## Сюжет и история текста
Повествование в рассказе ведётся от первого лица. Главный герой — русский эмигрант, в квартиру к которому приходит леший, живший когда-то в вырском парке, а теперь тоже покинувший Россию.
«Нежить» была написана в формате святочного рассказа (возможно, под влиянием Диккенса) и увидела свет 7 января (на православное Рождество) 1921 года в русской эмигрантской газете «Руль», выходившей в Берлине. В том же номере был опубликован поэтический триптих Набокова «Сказания», причём в обоих случаях в качестве автора фигурировал В. Сирин. Это было первое появление псевдонима, под которым писатель издавался в дальнейшем до 1940 года. Сам Набоков впоследствии утверждал, что начал публиковать прозу только в 1924 году, и не вспоминал о своём первом рассказе.
Литературоведы видят в «Нежити» реплику на стихотворение Александра Блока «Болотные чертенятки», написанное в 1905 году. По мнению биографа Набокова Брайана Бойда, автор в этом рассказе «слишком прямо рисует здесь столкновение человека с потусторонностью», как и в своём втором рассказе «Слово» (тоже опубликованном на Рождество).